# Waking the Fury
Waking the Fury és el novè àlbum d'estudi del grup de thrash metal canadenc Annihilator, publicat l'any 2002. És el segon i últim àlbum amb el cantant novaiorquès Joe Comeau. A més de Comeau, a l'àlbum també hi participen el guitarrista Jeff Waters, el baixista Russ Bergquist, el guitarrista Curran Murphy i el bateria Randy Black. L'àlbum es pot considerar com la continuació de l'anterior àlbum d'Annihilator, Carnival Diablos, publicat l'any 2001.

## Cançons
1. "Ultra-Motion" (Jeff Waters) – 5:07
2. "Torn" (Joe Comeau, Jeff Waters) – 5:02
3. "My Precious Lunatic Asylum" (Joe Comeau, Jeff Waters) – 5:47
4. "Striker" (Jeff Waters) – 5:00
5. "Ritual" (Joe Comeau, Jeff Waters) – 5:16
6. "Prime-Time Killing" (Jeff Waters) – 4:32
7. "The Blackest Day" (Joe Comeau, Jeff Waters) – 5:10
8. "Nothing to Me" (Jeff Waters) – 4:34
9. "Fire Power" (Jeff Waters) – 4:53
10. "Cold Blooded" (Joe Comeau, Jeff Waters) – 3:53
11. "Shallow Grave (Live)" (Joe Comeau, Jeff Waters) – 5:08
12. "Nothing to Me (Radio Edit)" (Jeff Waters) – 3:39

## Crèdits
- Jeff Waters - Guitarrista
- Joe Comeau - Cantant
- Russ Bergquist - Baixista
- Randy Black - Bateria
- Curran Murphy - Guitarrista